# Thabana Ntlenyana

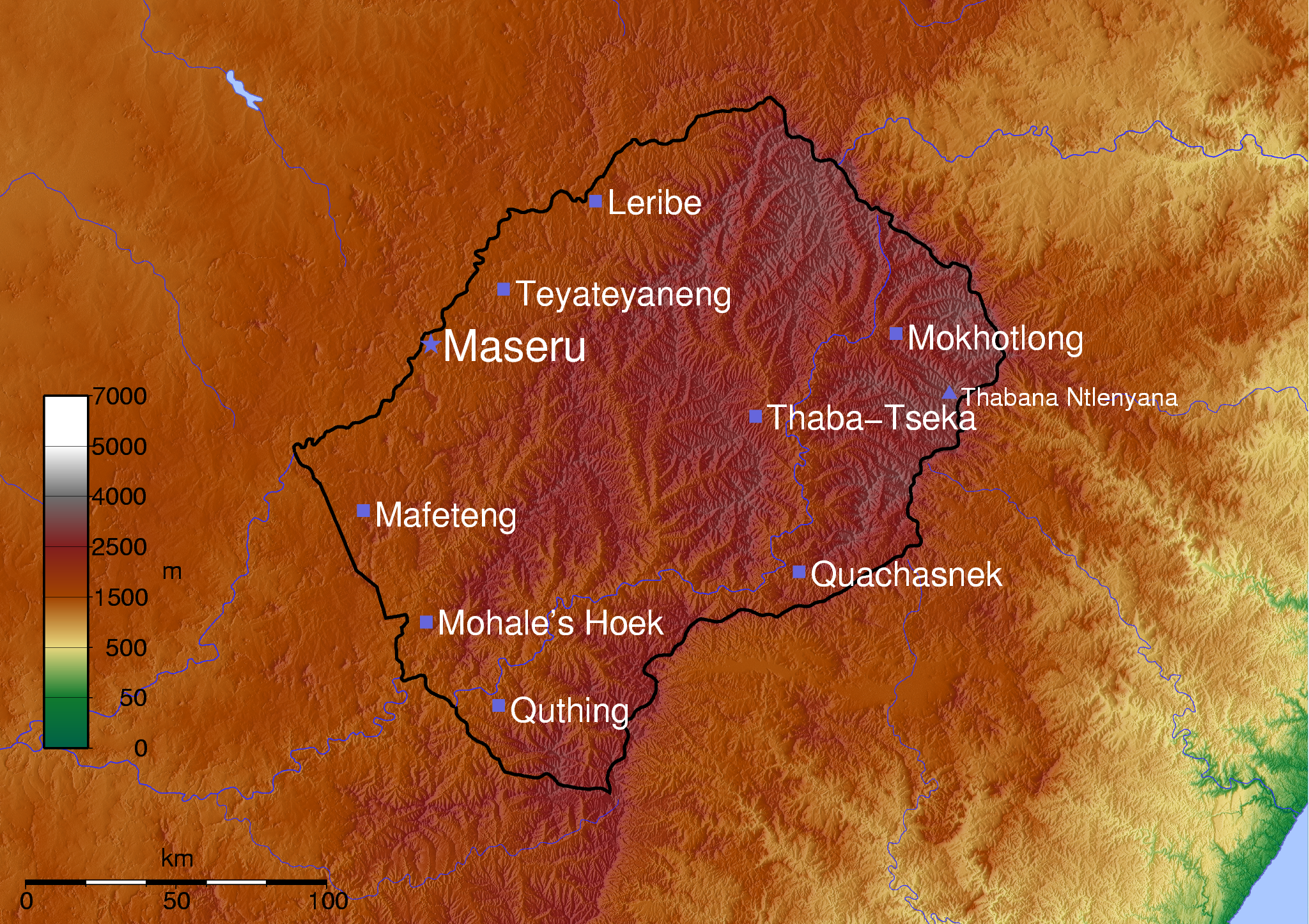

Thabana Ntlenyana (en sesoto: 'Montaña pequeña hermosa') es, con 3482 m, la cima más elevada en Lesoto, así como la más alta del ámbito del sur de África. Se encuentra situada en la cordillera de los montes Drakensberg en las cercanías del paso Sani.